# 尤利安·菲利佩斯库
尤利安·菲利佩斯库（羅馬尼亞語：Iulian Filipescu，1974年3月29日—），罗马尼亚男子足球运动员，司职后卫。他曾代表罗马尼亚国家队参加1998年国际足联世界杯，结果队伍止步十六强。